# Eugenia badia
Eugenia badia är en myrtenväxtart som beskrevs av Otto Karl Berg. Eugenia badia ingår i släktet Eugenia och familjen myrtenväxter. Inga underarter finns listade i Catalogue of Life.